# Cascina Burrona
Cascina Burrona is een metrostation in de Italiaanse stad Vimodrone dat werd geopend op 5 mei 1968 en wordt bediend door lijn 2 van de metro van Milaan.

## Geschiedenis
In 1959 werd een plan goedgekeurd om de interlokale tram tussen Milaan en het Addadal buiten de stad op vrije baan te brengen in verband met toenemende hinder van het overige wegverkeer. De vrije baan werd tussen 1962 en 1968 gebouwd tussen Gorgonzola en Cascina Gobba. Het station bij het bedrijventerrein ten oosten van Vimodrone, Cascina Burrona, is een van de vier stations die geen onderdeel waren van het oorspronkelijke project. Dit viertal, Cascina Burrona, Bussero, Villa Fiorita en Villa Pompea, werd tijdens de aanleg ingevoegd. Ze zijn allemaal opgetrokken uit geprefabriceerde onderdelen naar hetzelfde ontwerp al zijn er verschillen op details. De sneltramdienst op de vrije baan begon op 5 mei 1968, op 4 december 1972 werd de sneltram vervangen door de metro toen de vrije baan werd opgenomen in metrolijn 2.  

## Ligging en inrichting
Het station ligt aan de noordrand van Cascina Burrona aan een pleintje met een parkeerterrein. De perrons liggen op palen naast de sporen en hebben een golfplaten afdak. De reizigers moeten de sporen kruisen met een loopbrug tussen de perrons ten westen van de loopbrug. De toiletten en kaartautomaten zijn ondergebracht in een mini stationshal langs het zuidelijke perron. Na ongeveer 50 jaar gebruik is groot onderhoud uitgevoerd waarbij, naast normaal onderhoud, de glazen panelen langs het perron zijn vervangen door dichte panelen die zijn opgesierd met afbeeldingen van het landschap rond het Naviglio Martesana, het kanaal tussen Milaan en de Adda. Het station ligt buiten de gemeente Milaan en valt daarom onder het buitenstedelijk tarief. Sinds 15 juli 2019 is het door de introductie van het zogeheten STIBM-tariefsysteem wel mogelijk om gewone enkeltjes te gebruiken van en naar Cascina Burrona.